# Kirundo (Provinz)
Kirundo oder Kirundu ist die nördlichste Provinz in Burundi und grenzt an Ruanda. Ihre Hauptstadt heißt ebenfalls Kirundo.
Die Bevölkerungsdichte lag 1990 bei 200 bis 250 Einwohner je km². Kirundo hat eine Fläche von 1.703,34 km² und 2007 eine Bevölkerung von 628.000.
Die Land- und Forstwirtschaft beschränkt sich auf Fischfang im Rugwerosee und im Süd-Tschohoha-See. Südwestlich wird etwas Kaffee angebaut. Bodenschätze südwestlich des Rugwerosees sind Wolfram-Vorkommen.
Kirundo ist in die sieben Distrikte Bugabira, Busoni, Bwambarangwe, Gitobe, Kirundo, Ntega und Vumbi eingeteilt.